# Боровик Берроуза
Боровик Берроуза (лат. Boletus barrowsii) — съедобный гриб рода Боровик (Boletus) семейства Болетовые (Boletaceae). 

## Описание
Шляпка от выпуклой до плоской формы, диаметром 7—25 см. Кожица от беловатого до серого или желтовато-коричневого цвета, сухая.
Мякоть плотная, белая, не меняет цвет на срезе, сладковатого вкуса.
Ножка высотой 10—25 см, толщиной 2—4 см, булавовидная, белая, покрыта беловатой сеточкой.
Трубчатый слой приросший или сдавленный возле ножки, толщиной 2—3 см. Трубочки у молодых плодовых тел белые, затем приобретают желтовато-зелёную окраску.
Споровый порошок оливково-коричневый, споры 14×4,5 мкм, веретеновидные.

## Экологияи распространение
Образует микоризу с лиственными и хвойными деревьями, обычен в Северной Америке, в Европе не обнаружен. Плодоносит большими группами или беспорядочно.
Сезон лето.

## Сходные виды
- Белый гриб (Boletus edulis) окрашен темнее, отличается также белыми прожилками на ножке.